# Goseda Hōriū
Goseda Hōriū, né en 1827 à Edo (aujourd'hui Tokyo) et mort en 1892, est un peintre japonais. Il est le père de Goseda Yoshimatsu.

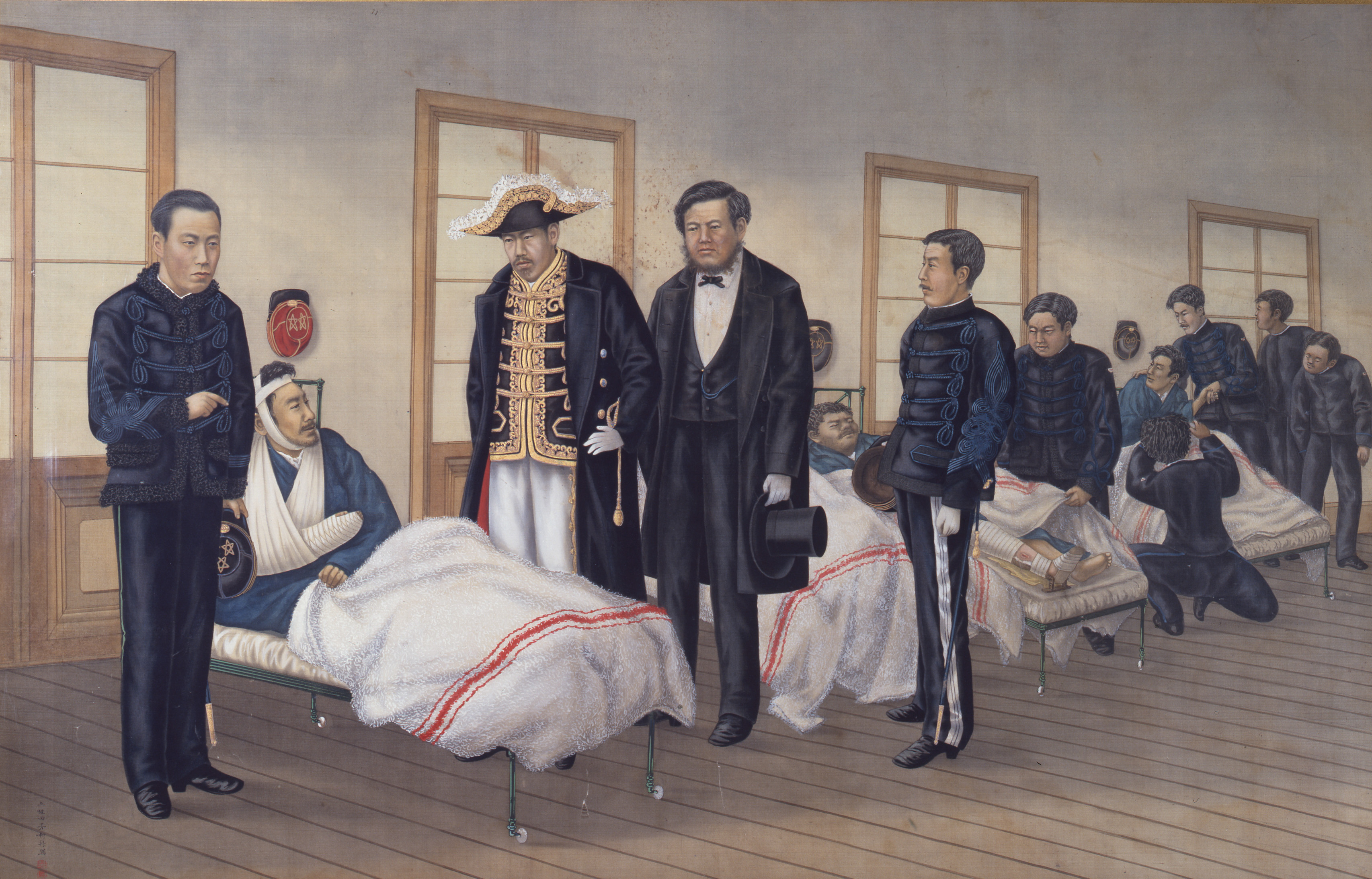
Goseda Hôryû, Visite de l’empereur Meiji (1852-1912) à l’Hôpital temporaire de l’armée à Osaka lors de la guerre civile du sud-ouest le 31 mars 1877.

## Biographie
Goseda Hōriū naît en 1827 à Edo. Il apprend à peindre avec Kuniyoshi (1797-1861) à Edo. Il est également très attiré par la technique occidentale de la peinture à l'huile et commence à l'étudier.
Il meurt en 1892.